# Rów Atakamski

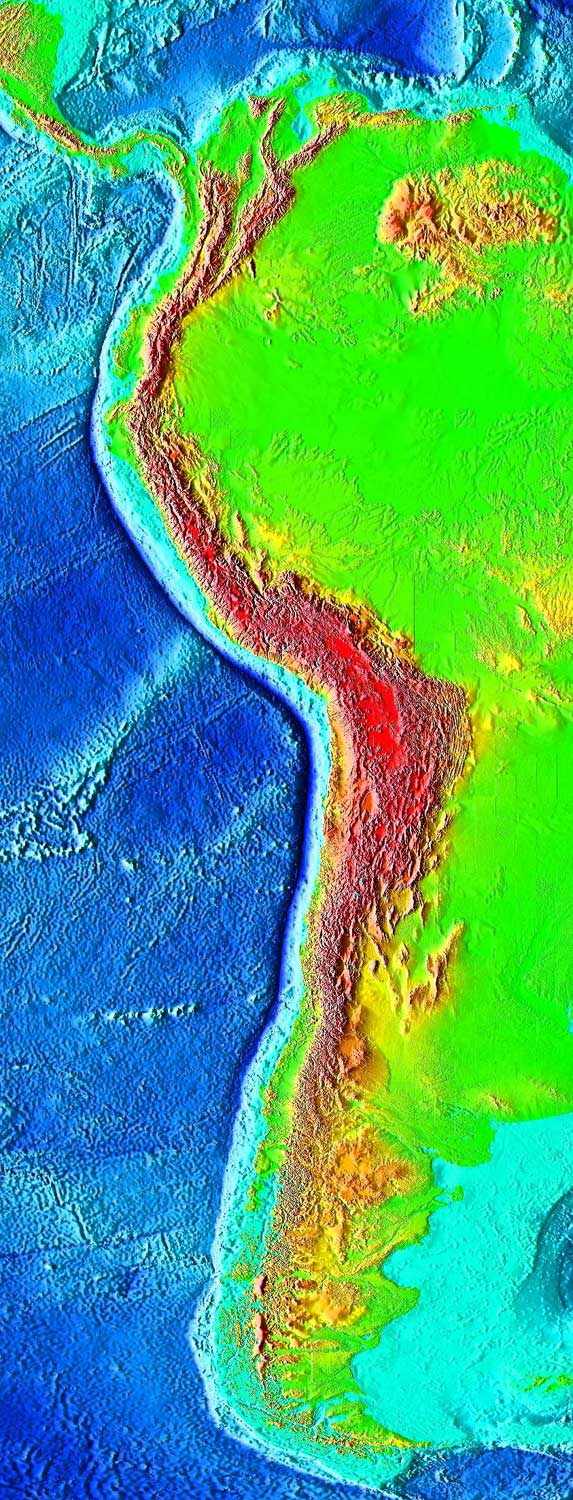
     Rów Atakamski
Rów Atakamski (inaczej Rów Peruwiańsko-Chilijski) – rów oceaniczny we wschodniej części dna Oceanu Spokojnego. Rozciąga się ok. 160 km od zachodnich brzegów Ameryki Południowej. Dzieli się na Rów Peruwiański na północy i Rów Chilijski na południu.
Rów ten ma długość około 5900 km (jest najdłuższy na świecie, drugi jest rów Sundajski), średnią szerokość – 64 km i osiąga maksymalną głębokość 8065 m w Głębi Richardsa (w rowie Chilijskim).
Tworzy on naturalną granicę płyt Nazca (wschodniego Pacyfiku) i południowoamerykańskiej, w której dno Pacyfiku jest wciągane pod płytę kontynentalną, a następnie na dużej głębokości przetapiane (jest to strefa subdukcji). Proces ten powoduje stałe wypiętrzanie się Andów. Rów Atakamski stanowi strefę trzęsień ziemi i podmorskiej działalności wulkanicznej.